# 2〜February〜
『2〜February〜』（に フェブラリー）は 7HOUSEの2枚目のアルバム。

## 解説
アルバム・タイトルは、2月発売であること、彼らの2枚目のアルバムであることのダブル・ミーニングから付けられている。2年2か月ぶりとなるアルバムは事実上のラスト・アルバムとなった。全13曲中、自作曲は半数の7曲を占め、編曲も10曲を自らで手掛けたオリジナル色の濃い作品。7thであり、ラストシングル「なんでやねん 心配せんでもええ」ストリート・ライブ・ヴァージョンも収録。

## 収録曲
作詞作曲：つんく　編曲：7HOUSE（特記以外）
1. なんでやねん 心配せんでもええ
  - 編曲：高橋諭一
2. どうしようもマイガール
  - 作詞：オグ　作曲：ヒロキ
3. 悩まない恋はない!
  - 編曲：鈴木俊介
4. 奇跡の雨
  - 作詞：ケンジ・つんく　編曲：高橋諭一・7HOUSE
5. こんにちは おいらです
6. 俺は元気だよ!
  - 作詞：7HOUSE
7. No.1
  - 作詞：ケンジ　作曲：ヒロキ・ヤスノリ
8. 合鍵。
  - 作詞：ケンジ　作曲：ヒロキ
9. February〜二月の笑顔〜
  - 作詞：オグ　作曲：ヤスノリ
10. 恋愛妄想狂想曲
  - 作詞・作曲：オグ
11. キミを抱きしめたい事にワケないんだ
  - 作詞・作曲：ヒロキ
12. 追伸
  - 作詞：ケンジ　作曲：ヒロキ
13. なんでやねん 心配せんでもええ（2002元旦ストリートライブver. in 大阪）